# قرارداد اختیار فروش
قرارداد اختیار فروش، (به انگلیسی: put option) ابزاری در بازار بورس است، که به دارنده حق می‌دهد، که مقدار معینی از دارایی مندرج در قرارداد را، با قیمت توافقی در دوره زمانی مشخصی بفروشد. درحالی‌که خریدار قرارداد اختیار خرید، به امید افزایش قیمت، آن را خریداری می‌نماید، فروشنده قرارداد اختیار فروش، پیش‌بینی می‌کند، که قیمت در آینده، افزایش خواهد یافت.